# Renée van Hensbergen
Renée van Hensbergen (Amsterdam, 2 december 1948)  is een Nederlands schrijfster, scenariste en librettiste. Zij is een dochter van acteur en regisseur Lo van Hensbergen en actrice Liane Saalborn.
Eind jaren zestig tot halverwege de jaren zeventig van de twintigste eeuw was zij werkzaam bij de jeugdredactie van De Geïllustreerde Pers, na de fusie met De Spaarnestad uitgeverij Oberon geheten. Onder de naam 'Renée van Utteren', naar de familienaam van haar toenmalige echtgenoot Date van Utteren (fotograaf Daklu), schreef zij onder andere tekstverhalen over steden in Nederland, vertaalde Amerikaanse en Franstalige strips (onder andere vertalingen/bewerkingen van albums van Astérix, Lucky Luke en Olivier Blunder) en schreef scenario’s voor allerlei Disneystrips en andere beeldverhalen. Ook heeft zij meerdere teksten voor de strip Baron van Tast geschreven.
Onder de naam Renée van Utteren heeft ze in de jaren zeventig gewerkt als scenariste van poppenseries voor de televisie. Naast de bedenkers Leen Valkenier en Thijs Chanowski, die het leeuwendeel voor hun rekening namen, schreef zij tientallen afleveringen  van De Fabeltjeskrant en 121 afleveringen van Paulus de Boskabouter. Ook schreef zij alle 34 afleveringen van de Nederlandse kinderserie De rode autobus en alle 58 afleveringen van Bolke de Beer.
Naast haar werkzaamheden als scenariste heeft ze toneelrecensies en advertorials geschreven en doktersromans vertaald en bewerkt. Onder de naam 'Renée Sellis', naar de familienaam van haar, inmiddels overleden, tweede  echtgenoot Willem Sellis, schreef zij samen met de Friese cabaretier Rients Gratama twee musicals voor Jeugdkomedie Amsterdam, Bekijk het maar en Laat ze maar praten. Van Hensbergen werkte ruim 12 jaar bij de Raad voor de Kinderbescherming in Zwolle als Sociaal Correspondent en was sinds ruim 20 jaar werkzaam bij het IWA, een organisatie die zich onder andere bezighoudt met arbeidsre-integratie en inburgering. Van Hensbergen was daar onder andere taalcoach en ontwikkelde lesmateriaal en trainingen en is nog steeds vertrouwenspersoon. Nadat zij na haar 50ste de HBO opleiding tot psychosociaal therapeut heeft afgerond, werkte zij ook af en toe als psychosociaal begeleider. Zij heeft verschillende boeken in voorbereiding, werkte recentelijk als schrijfcoach mee aan een boek van een ex-tweede kamerlid die een camping in Frankrijk is begonnen en schreef tientalen columns voor het weblog PuurPenO en het blad P&O Actueel.
Op 1 oktober 2011 is Renee (het accent op de voorlaatste e heeft ze inmiddels uit haar voornaam gebannen) volledig met prépensioen gegaan, na 44 jaar werken, waarvan ruim 20 jaar bij haar laatste werkgever. Op dezelfde datum is zij gestart met haar kleinschalige bedrijf MENStoTAAL, als psychosociaal hulpverlener en taalcoach. Daarnaast is er het plan om alle onafgemaakte boeken te voltooien en concepten voor creatieve projecten uit te werken, dit o.a. in samenwerking met het bureau WorkFirstNederland.